# هرب دروری
هرب دروری (انگلیسی: Herb Drury; ۲ مارس ۱۸۹۶ – ۱ ژوئیهٔ ۱۹۶۵) بازیکن هاکی روی یخ اهل ایالات متحده آمریکا بود.